# Дружелюбовка (Днепропетровская область)
Дружелюбовка (укр. Дружелюбівка) — село,
Новопокровский поселковый совет,
Солонянский район,
Днепропетровская область,
Украина.
Код КОАТУУ — 1225055401. Население по переписи 2001 года составляло 138 человек.

## Географическое положение
Село Дружелюбовка находится в 2-х км от левого берега реки Любимовка,
на расстоянии в 2 км расположены сёла Павловка и Котляровка.
По селу протекает пересыхающий ручей с запрудой.

## История
- В 1946 г. село Гегеловка переименовано в Дружелюбовку[2].